# Le Mesnil-au-Val
Le Mesnil-au-Val település Franciaországban, Manche megyében. Lakosainak száma 727 fő (2022. január 1.). Le Mesnil-au-Val Digosville, Brix, Gonneville-le-Theil, Saussemesnil és Cherbourg-en-Cotentin községekkel határos.

## Népesség
A település népességének változása:
| Lakosok száma | 324  | 488  | 528  | 631  | 693  | 727  | 728  | 733  | 727  | 727  |
|               | 1968 | 1982 | 1990 | 2006 | 2013 | 2015 | 2017 | 2019 | 2020 | 2022 |